# François Debluë
François Debluë, né à Pully le 4 mars 1950, est un écrivain, poète et enseignant vaudois.

## Biographie
Originaire de Founex, François Debluë est le neveu de l'écrivain Henri Debluë. Il passe son enfance à Montreux, puis entreprend des études de lettres à l'Université de Lausanne. Une fois sa licence obtenue, il demeure à l'Université de Lausanne en qualité de maître-assistant avant d'enseigner au Gymnase de Chamblandes.
François Debluë a publié des proses brèves, Lieux communs (1979) et Faux jours (1983), puis d'autres plus longues, Troubles fêtes (1989), couronnées par le Prix Michel-Dentan, L'entretien d'un sentimental avec son mur (1994), des récits, Courts traités du dévouement (2004), un roman, Fragments d'un homme ordinaire (2012) ; mais son œuvre est essentiellement poétique. D'inspiration classique, François Debluë a écrit entre autres Judith et Holopherne (1989), Poèmes de la nuit venue (1992), Demeure de l'ombre (2000), Naissance de la lumière (2001), Par ailleurs (2012).
Il est également l'auteur de Lyrisme et dissonance (2015) : "Ouvrage singulier, inclassable (...), constitué de réflexions, d'aphorismes, de notes, de courtes anecdotes (souvent drôles), de brefs récits et d'évocations ( ...), journal d'un homme passionné par la musique et la peinture, par la littérature" (extrait du quatrième de couverture).
François Debluë a également écrit des chroniques : Pour l'instant (2002). Désigné en 1995 auteur du poème de la Fête des vignerons, Les saisons d'Arlevin, François Debluë reçoit en 2002 une bourse de la Fondation Leenaards.
Il est membre du Jury de la Fondation de Poésie Marie-Hélène Labbé (Paris) et du Conseil littéraire du Prix Prince Pierre de Monaco et du Prix Georges-Nicole (Suisse).

## Œuvres
- Lieux communs, proses, L'Âge d'Homme, Lausanne, 1979.
- Faux jours, proses, L'Âge d'Homme, Lausanne, 1983.
- Travail du temps, poèmes, L'Âge d'Homme, Lausanne, 1985.
- Judith et Holopherne, poème, Éditions Empreintes, Lausanne, 1989.
- Troubles fêtes, récit, L'Âge d'Homme, Lausanne, 1989. - Poche Suisse, 1995. Traduction allemande d'Yla von Dach, Éditions Bensiger, 1993.
- Poèmes de la nuit venue, Éditions Empreintes, Lausanne, 1992.
- Entretien d'un sentimental avec son mur et autres entretiens, L'Âge d'Homme, Lausanne, 1994 (Adaptation théâtrale de François Rochaix, Théâtre de Vevey, 1996, inédit.)
- Entretien d'un sentimental avec son mur et autres entretiens, Poche Suisse, 1999.
- Travail du Temps suivi de Judith et Holopherne et de Poèmes de la nuit venue, préface d'Alain Lévêque, Éditions Empreintes, Lausanne, 1997.
- Figures de la patience proses et poèmes, Éditions Empreintes, Moudon, 1998. Prix Schiller 1999.
- Les Saisons d'Arlevin, poème de la Fête des vignerons 1999, Éditions Empreintes, Moudon, 1999.
- L'Embarquement, récits et poèmes, postface de Doris Jakubec, Éditions Zoé, Genève, 1999.
- Demeures de l'ombre, sept poèmes & sept gravures de Claire Nicole, Éditions Empreintes, Moudon, 2000.
- Naissance de la lumière, Éditions Empreintes, Moudon, 2001.
- L'Arbre de lumière, sept poèmes & sept gravures de Claire Nydegger, Éditions Perdtemps, Saint-Prex, 2002.
- Pour l'instant, chroniques,  Éditions L'Âge d'Homme, 2002.
- Courts traités du dévouement, récits, Éditions Zoé, 2004.
- Conversation avec Rembrandt, Éditions Seghers, 2006. Traduction chinoise, Nanjin, University Press, 2010.
- Le Front aux vitres, poèmes, Éditions Empreintes, 2008.
- Fausses notes, Éditions l'Âge d'Homme, 2010. Traduction russe de Nicolas Bokov, Éditions Alethéia, Saint- Pétersbourg, 2017.
- De la mort prochaine, Éditions Conférence, 2010.
- Par ailleurs, poèmes, Éditions Empreintes, 2012.
- Fragments d'un homme ordinaire, roman, Éditions l'Âge d'Homme, 2012.
- Une certaine Chine, Éditions d'Orzens, 2012, réédition JPM Publications, 2013.
- Un vœu de silence, Poème avec cinq peintures de Claire Nicole, Éditions Empreintes, 2013.
- Lyrisme et dissonance, Éditions Empreintes, 2015.
- Lieux communs, suivi de Faux jours, accompagné d'un dossier critique, Éditions L'Âge d'Homme, collection Poche Suisse, 2015
- Nouvelles Fausses Notes, Éditions l'Âge d'Homme, 2016.
- Mater Dolorosa, poème (livre d'artistes), Éditions d'Orzens, 2017.
- Pour une part d'enfance, Éditions Empreintes, 2017.
- La seconde mort de Lazare, rêverie, Éditions l'Âge d'Homme, 2019.
- Poèmes de l'Anneau d'Or, Éditions Empreintes, 2019.
- Trente-trois poèmes par temps de pandémie, Éditions d'Orzens, 2022.
- Le livre des reflets et des ombres, précédé d'Écho et Narcisse, Éditions Empreintes, 2023.
- Lignes de vie, poèmes. Bois gravés et gravures de Vanessa Bongcam, Éditions d'Orzens, 2024.
- À la rencontre de Georges Haldas. Essais et témoignages, publié à l'occasion du 70e anniversaire de Georges Haldas. Ce volume a été préparé par les soins de François Debluë et Jean Vuilleumier, en collaboration avec Vladimir Dimitrijević, L'Âge d'Homme, 1987.

## Récompenses
- 1986 : Prix Yves Chammah pour Travail du Temps
- 1990 : Prix Michel Dentan pour Troubles fêtes
- 1999 : Prix Schiller pour Figures de la patience
- 2002 : Bourse culturelle Leenaards
- 2004 : Prix Schiller pour l'ensemble de son œuvre
- 2013 : Prix Édouard-Rod pour l'ensemble de son œuvre
- 2020 : Prix suisse de littérature pour La Seconde Mort de Lazare

## Sources
- « François Debluë », sur la base de données des personnalités vaudoises sur la plateforme « Patrinum » de la Bibliothèque cantonale et universitaire de Lausanne.
- R. Francillon (dir.), Histoire de la littérature en Suisse romande, réédition Zoé, 2015
- A.-L. Delacrétaz, D. Maggetti, Écrivaines et écrivains d'aujourd'hui, p. 83
- A. Nicollier, H.-Ch. Dahlem, Dictionnaire des écrivains suisses d'expression française, vol. 1, p. 307-308, 1994
- Corinne Blanchaud (dir.), Dictionnaire des écrivains francophones classiques, Belgique, Canada, Québec, Luxembourg, Suisse romande, Honoré Champion, Paris, 2013, p. 146-148
- J. Burri, N. Couchepin, Textes polaroïds 2001, p. 37-38
- Michel Jarrety (dir.), Dictionnaire de poésie de Baudelaire à nos jours, Presses universitaires de France, 2001
- 24 Heures 2002/11/29 p. 13 & édition Riviera-Chablais 2006/02/04 p. 26 & 2010/06/28 p. 26 avec une photographie
- Entretien avec Françoise Delorme, le 8.09.2016 cf. http://www.viceversalitterature.ch/analyse/16014